# Anisodes argentispila
Anisodes argentispila är en fjärilsart som beskrevs av W. Warren 1893. Anisodes argentispila ingår i släktet Anisodes och familjen mätare. Inga underarter finns listade i Catalogue of Life.